# Danthonia chilensis
Danthonia chilensis là một loài thực vật có hoa trong họ Hòa thảo. Loài này được É.Desv. mô tả khoa học đầu tiên năm 1853.